# Francesco Marzolo (ingegnere)
Francesco Marzolo (2 febbraio 1892 – Padova, 2 settembre 1982) è stato un ingegnere italiano.

## Biografia
A partire dall'anno accademico 1930-31 è professore straordinario assieme al cognato Ettore Scimemi, chiamato a coprire la Cattedra di Idraulica Tecnica all'università di Padova, denominato poi Costruzioni Idrauliche
. Con il suo più che trentennale Magistero e con l'Idraulica di Ettore Scimemi la Scuola Idraulica Veneta, nata con Domenico Turazza a partire dalla seconda metà dell'800.
Nel 1936 il Regio istituto superiore di ingegneria perde la sua autonomia ed entra a far parte dell'Università come regolare facoltà e ne diventa il primo preside fino all'anno 1939.
È stato responsabile del progetto idraulico per numerose opere in Italia e nel mondo, tra le quali la Diga della Valle di Cadore

## Opere
È difficile fare una rassegna della produzione scientifica e tecnica svolta nell'arco della vita, i titoli dei soli lavori principali sono oltre il centinaio.
- Costruzioni idrauliche: Utilizzazioni di energia idraulica.
- ˜Le accelerazioni perturbatrici nello studio delle correnti a regime gradualmente variato (1916)
- Alcune considerazioni intorno ai modelli idraulici. (1929, testo che ebbe risonanza internazionale, tanto che Freeman lo riportò nel suo "Hydraulic Laboratory Practice"[3])
- Utilizzazioni di forze idrauliche. Impianti idroelettrici. (1926)
- Idrotecnica generale (1928)
- Manuale-guida per lo studio dell'idraulica tecnica: Costruzioni idrauliche. Ad uso degli allievi del r. Istituto sup. D'Ingegneria di Padova. (1934)
- Riassunti delle Lezioni di costruzioni idrauliche tenute nella r. Università di Padova (1938)
- Riassunti dalle Lezioni di costruzioni idrauliche tenute nella r. Università di Padova: Parte II. Acquedotti. Provvista e distribuzione d'acqua potabile. Fognature urbane. (1939)
- Riassunti delle Lezioni di costruzioni idrauliche tenute nella r. Università di Padova: Fascicolo a. Strutture elementari di sostegno, canali, idrografia e idrologia, idraulica fluviale, sistemazioni idrauliche. (1940)
- Costruzioni idrauliche (1948-51)
- Costruzioni idrauliche (1953)
- Parere intorno alla bonifica dell'Isola della donzella e alle ragioni che per ora sconsigliano il prosciugamento delle valli da pesca e della contigua laguna scardovari bottonera: Roma-Padova, 14 luglio 1954: (Comitato interregionale consorzio vallicultori alto Adriatico) (1954), Malacarne, Paolo

Altri autori.....: I. Marzolo <1892-1982>, Francesco 
- Problemi idraulici del retroterra veneziano (Studi e ricerche / Istituto di idraulica e costruzioni idrauliche dell'Università di Padova, Centro veneto di ricerche idrauliche del CNR) (1955?)
- ˜Le opere di A. M. Lorgna nel campo idraulico (Studi e ricerche / Istituto di idraulica e costruzioni idrauliche dell'Università di Padova, Centro veneto di ricerche idrauliche del CNR) (1955-1956)
- Modelli nell'idraulica fluviale (Studi e ricerche / Istituto di idraulica e costruzioni idrauliche dell'Università di Padova, Centro veneto di ricerche idrauliche del CNR; 179) (1956)
- Modesto Panetti: Commemorazione. (Ministero della pubblica istruzione. Consiglio superiore della P. I.).(1957)
- Costruzioni idrauliche. (prima del 1958)
- Sull'affinamento dei materiali di trasporto (Studi e ricerche / Istituto di idraulica e costruzioni idrauliche dell'Università di Padova, Centro veneto di ricerche idrauliche del CNR) (1959)
- Hydraulic structures for irrigation and drainage networks (Studi e ricerche / Istituto di idraulica e costruzioni idrauliche dell'Università di Padova, Centro veneto di ricerche idrauliche del CNR; 187) (1959)
- Costruzioni idrauliche / Francesco Marzolo. (1963)

- ˜La bonificazione della Bassa friulana / T. Gloria, F. Marzolo.

- Fiumi, lagune e bonifiche venete: guida bibliografica: appendice di aggiornamento composta in occasione del 21. Congresso delle bonifiche S. Donà di Piave, 24-25 novembre 1962 / Francesco Marzolo e Augusto Ghetti; a cura dell'Associazione nazionale delle bonifiche, Circoscrizione delle Venezie e dell'Università di Padova, Centro di documentazione idraulica (1963)

- La regolazione del lago d'Iseo / Francesco Marzolo, Giovanni Archetti (1925)

- Impianto idraulico di Voltabarozzo (Padova) (Studi e ricerche / Istituto di idraulica e costruzioni idrauliche dell'Università di Padova, Centro veneto di ricerche idrauliche del CNR)

Altri autori.....: I. Marzolo, Francesco <1892-1982>
- L'acquedotto del Veneto centrale / studi di massima di G. Indri, F. Marzolo, G. Veronese; pubblicati a cura del comitato promotore. (1924)

Altri autori.....: I. Veronese, Gino II. Marzolo <1892-1982>, Francesco 
- Fiumi lagune e bonifiche venete: guida bibliografica: composta in occasione del Congresso delle bonifiche venete, S. Dona di Piave 6-7 giugno 1947 / Francesco Marzolo e Augusto Ghetti; a cura dei Consorzi di bonifica riuniti del Basso Piave e dell'Istituto federale delle Casse di risparmio delle Venezie (1949)

Autore...........: De Marchi, Giulio <1890- >
- Modelli idraulici (Studi e ricerche / Istituto di idraulica e costruzioni idrauliche dell'Università di Padova, Centro veneto di ricerche idrauliche del CNR; 180) (1958)

Altri autori.....: I. Marzolo, Francesco <1892-1982>
Autore...........: Rotary international 
- Atti del Convegno interclub sui problemi del Polesine svoltosi a Rovigo presso l'Accademia dei concordi il 12 aprile 1959 (1961?)

Altri autori.....: I. Marzolo, Francesco <1892-1982>

## Onorificenze
- Con il R.D. 1º ottobre 1936 n. 2473, di cui fu presidente dal 1963 al 1969.